# Championnat de Cuba de football 2008-2009
Navigation
Saison précédente Saison suivante
La saison 2008-2009 du Championnat de Cuba de football est la quatre-vingt-quatorzième édition du Campeonato Nacional de Fútbol, le championnat de première division à Cuba. Il met aux prises les équipes représentant les provinces de l'île. Il n'y a donc ni promotion, ni relégation en fin de saison.
La compétition comporte deux phases : 
- Les seize équipes sont réparties en quatre groupes de quatre, par zones géographiques. Chacune dispute deux matchs contre toutes les autres formations. Les huit meilleures formations se qualifient pour la phase finale.
- La phase finale est jouée sous forme de matchs à élimination directe, avec des rencontres aller-retour (quarts, demis et finale).

C'est le FC Cienfuegos, tenant du titre, qui remporte à nouveau la compétition cette saison après avoir battu le FC Villa Clara en finale. Il s'agit du quatrième titre de champion de Cuba de l'histoire du club.

## Les clubs participants
- FC Villa Clara
- FC Cienfuegos
- FC Ciudad de La Habana
- FC Pinar del Río
- CF Camagüey
- FC La Habana
- FC Matanzas
- FC Industriales
- FC Isla de la Juventud
- FC Ciego de Ávila
- FC Sancti Spíritus
- CF Granma
- FC Guantánamo
- FC Holguín
- FC Santiago de Cuba
- FC Las Tunas

## Compétition
Le barème de points servant à établir les différents classements se décompose ainsi :
- Victoire : 3 points
- Match nul : 1 point
- Défaite : 0 point

### Première phase
| Rang | Équipe                         | Pts | J  | G  | N  | P  | Bp | Bc | Diff |
| ---- | ------------------------------ | --- | -- | -- | -- | -- | -- | -- | ---- |
| 1    | FC Villa Clara (Gr. B)         | 54  | 30 | 15 | 9  | 6  | 49 | 16 | +33  |
| 2    | CF Camagüey (Gr. C)            | 51  | 30 | 14 | 9  | 7  | 41 | 33 | +8   |
| 3    | FC CienfuegosT                 | 50  | 30 | 14 | 8  | 8  | 39 | 25 | +14  |
| 4    | FC Ciudad de La Habana (Gr. A) | 49  | 30 | 13 | 10 | 7  | 45 | 31 | +14  |
| 5    | FC Holguín (Gr. D)             | 42  | 30 | 13 | 3  | 14 | 32 | 36 | -4   |
| 6    | FC Santiago de Cuba            | 41  | 30 | 10 | 11 | 9  | 33 | 26 | +7   |
| 7    | FC Isla de la Juventud         | 41  | 30 | 11 | 8  | 11 | 40 | 42 | -2   |
| 8    | FC Las Tunas                   | 41  | 30 | 9  | 14 | 7  | 40 | 28 | +12  |
| 9    | CF Granma                      | 41  | 30 | 11 | 8  | 11 | 35 | 32 | +3   |
| 10   | FC Pinar del Río               | 41  | 30 | 10 | 11 | 9  | 28 | 26 | +2   |
| 11   | FC Sancti Spíritus             | 40  | 30 | 9  | 13 | 8  | 27 | 33 | -6   |
| 12   | FC Ciego de Ávila              | 38  | 30 | 10 | 8  | 12 | 31 | 32 | -1   |
| 13   | FC Industriales                | 38  | 30 | 10 | 8  | 12 | 31 | 40 | -9   |
| 14   | FC Guantánamo                  | 30  | 30 | 7  | 9  | 14 | 25 | 43 | -18  |
| 15   | FC La Habana                   | 27  | 30 | 6  | 9  | 15 | 24 | 47 | -23  |
| 16   | FC Matanzas                    | 24  | 30 | 6  | 6  | 18 | 29 | 59 | -30  |

|  | Qualification pour la seconde phase (premier de zone géographique) |
|  | Qualification pour la seconde phase (classement général)           |
|  | T : Tenant du titre                                                |

### Phase finale

#### Quarts de finale
| Équipe 1               | Résultat | Équipe 2               | Aller | Retour |
| ---------------------- | -------- | ---------------------- | ----- | ------ |
| FC Las Tunas           | 0 - 5    | FC Villa Clara         | 0 - 3 | 0 - 2  |
| FC Isla de la Juventud | 2 - 5    | CF Camagüey            | 1 - 2 | 1 - 3  |
| FC Santiago de Cuba    | 1 - 3    | FC Ciudad de La Habana | 0 - 2 | 1 - 1  |
| FC Cienfuegos          | 4 - 0    | FC Holguín             | 2 - 0 | 2 - 0  |

#### Demi-finales
| Équipe 1               | Résultat | Équipe 2       | Aller | Retour |
| ---------------------- | -------- | -------------- | ----- | ------ |
| FC Ciudad de La Habana | 0 - 4    | FC Villa Clara | 0 - 2 | 0 - 2  |
| FC Cienfuegos          | 3e - 3   | CF Camagüey    | 2 - 0 | 1 - 3  |

#### Match pour la troisième place
| Équipe 1    | Résultat | Équipe 2               | Aller | Retour |
| ----------- | -------- | ---------------------- | ----- | ------ |
| CF Camagüey | 4 - 1    | FC Ciudad de La Habana | 1 - 0 | 3 - 1  |

#### Finale
| Équipe 1      | Résultat | Équipe 2       | Aller | Retour |
| ------------- | -------- | -------------- | ----- | ------ |
| FC Cienfuegos | 3 - 1    | FC Villa Clara | 2 - 0 | 1 - 1  |

## Bilan de la saison
| Championnat de Cuba de football 2008-2009 |                          |
| Champion                                  | FC Cienfuegos (4e titre) |
| Qualifications continentales              |                          |
| CFU Club Championship 2010                | Aucun                    |
| Promotions et relégations                 |                          |
| Promus en Campeonato Nacional             | Aucun                    |
| Relégués                                  | Aucun                    |